# Georges-Albert II d'Erbach-Fürstenau
Georges-Albert II, comte d'Erbach-Fürstenau (26 février 1648 à Fürstenau – 23 mars 1717 à Fürstenau), est un membre de la Maison d'Erbach qui dirige les fiefs de Fürstenau, Schönberg, Seeheim, Reichenberg et Breuberg.
Né à Fürstenau, il est le neuvième enfant, et le sixième (mais quatrième survivant) fils de Georges-Albert Ier d'Erbach-Schönberg et de sa troisième épouse Élisabeth-Dorothée de Hohenlohe-Waldenbourg-Schillingsfürst, fille de Georges Frédéric II, comte de Hohenlohe-Waldenbourg-Schillingsfürst. Il est né trois mois après la mort de son père, le 25 novembre 1647.

## Biographie
Il poursuit une carrière militaire et devient un Oberstleutnant de l'armée impériale.
À la suite de la division du patrimoine familial en 1672, Georges Albert II reçoit les districts de Schönberg, Seeheim et 1/4 de Breuberg ; en 1678, à la suite de la mort de son frère George IV, il ajoute à ses domaines les districts de Fürstenau et Reichenberg.
George Albert II est mort à Fürstenau âgé de 69 ans et est enterré à Michelstadt.

## Mariage et descendance
Il épouse le 3 novembre 1671 Anne-Dorothée de Hohenlohe-Waldenbourg, fille de Philippe-Godfried de Hohenlohe-Waldenbourg. Ils ont 13 enfants :
- Christine (1673-1732) ;
- Philippe-Henri (1676-1676) ;
- Philippe-Charles d'Erbach-Fürstenau (1677-1736), qui épouse Charlotte-Amélie de Kunowitz (1677-1722) ;
- Dorothée Elisabeth (1679-?) ;
- Charles Guillaume (1680-1714) ;
- Frédéric (1681-1709) ;
- Frédérique Albertine (1683-1709) ;
- un fils mort-né (1685) ;
- Georges Guillaume (1686-1757) ;
- Georges Albert (1687-1706) ;
- Henriette-Julienne (1689-1718) ;
- Georges-Auguste d'Erbach-Schönberg (1691-1758), qui a épousé Ferdinande-Henriette de Stolberg-Gedern (1699-1750) ;
- Christian Charles (1694-1701).